# Warren (Illinois)
Warren es una villa ubicada en el condado de Jo Daviess en el estado estadounidense de Illinois. En el Censo de 2010 tenía una población de 1428 habitantes y una densidad poblacional de 570,17 personas por km².

## Geografía
Warren se encuentra ubicada en las coordenadas 42°29′40″N 89°59′27″O / 42.49444, -89.99083. Según la Oficina del Censo de los Estados Unidos, Warren tiene una superficie total de 2.5 km², de la cual 2.5 km² corresponden a tierra firme y (0%) 0 km² es agua.

## Demografía
Según el censo de 2010, había 1428 personas residiendo en Warren. La densidad de población era de 570,17 hab./km². De los 1428 habitantes, Warren estaba compuesto por el 98.25% blancos, el 0.56% eran afroamericanos, el 0.07% eran amerindios, el 0.07% eran asiáticos, el 0% eran isleños del Pacífico, el 0.49% eran de otras razas y el 0.56% pertenecían a dos o más razas. Del total de la población el 1.4% eran hispanos o latinos de cualquier raza.